# Legenda (powieść)
Legenda (ang. Legend) – pierwsza powieść fantasy brytyjskiego pisarza Davida Gemmella. Wydana w 1984 roku, od razu zwróciła uwagę czytelników fantasy. Jedna z postaci powieści, Druss, pojawiał się jeszcze kilkakrotnie w innych dziełach pisarza.
Gemmell wpadł na pomysł powieści w 1976, gdy diagnozowano u niego raka. Napisał wówczas The Siege of Dros Delnoch. W 1980 rękopis przeczytał jego przyjaciel, który namówił go do publikacji dzieła. Gemmell napisał książkę ponownie i wydał pod tytułem Legenda.
Książka była pierwszą powieścią wydaną w ramach Sagi Drenajów. Biorąc jednak pod uwagę chronologię świata powieści, jest szósta w kolejności.
W Polsce została wydana w 1996 roku nakładem wydawnictwa Zysk i S-ka w przekładzie Zbigniewa A. Królickiego i Barbary Kamińskiej. Pierwsze polskie wydanie miało 392 strony (ISBN 83-7150-096-3). Książkę wznowiło wydawnictwo Mystery w 2010 roku (ISBN 978-83-7719-006-7).